# سی‌اس‌ال
سی‌اس‌ال (انگلیسی: CSL) شرکت داروسازی استرالیایی است، که در سال ۱۹۱۶ تأسیس شد.